# مسافر شب
مسافر شب فیلمی به کارگردانی  و نویسندگی منصور تهرانی محصول سال ۱۳۵۹ است.

## بازیگران
- سیروس الوند
- عزت‌الله رمضانی‌فر
- عباس مختاری
- فرهاد محبت
- ملیحه نصیری
- نعمت‌الله گرجی
- محمود علیزاده
- هوشنگ عباسی فشمی